# Lansiär

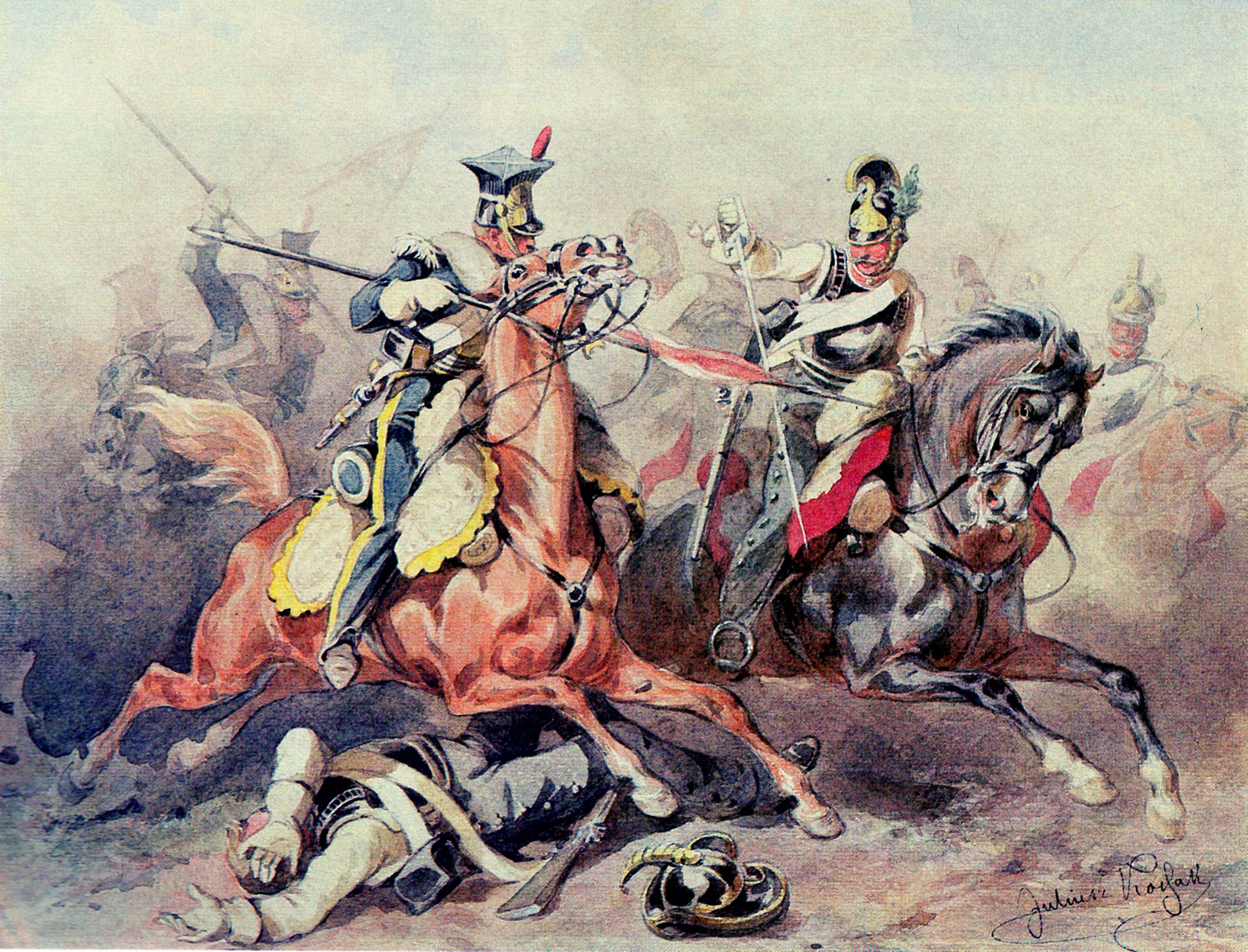
En polsk lansiär i strid med en österrikisk kyrassiär under Napoleonkrigen.

Lansiär är en lansbeväpnad ryttare vid kavalleri och i huvudsak liktydigt med ulan i bland annat i Polen. 